# Micheil Kavelasjvili
Micheil Kavelasjvili (Georgisch: კახაბერ გოგიჩაიშვილმა) (Tbilisi, 22 juli 1971) is een Georgisch politicus en voormalig voetballer die als spits speelde. Zijn voornaam wordt ook gespeld als Mikhail. Hij werd op 29 december 2024 de zesde president van Georgië, na een indirecte besloten verkiezing.

## Voetbalcarrière
Kavelasjvili begon zijn carrière bij Dinamo Tbilisi. Na een verhuurperiode bij Spartak Vladikavkaz tekende hij in 1995 bij Manchester City. Hierna speelde hij nog voor verschillende Zwitserse clubs.

### Interlandcarrière
Kavelasjvili speelde 46 officiële interlands voor het Georgisch voetbalelftal in de periode 1991-2002, en scoorde daarin negen keer.

## Politieke carrière
Na zijn carrière als voetballer wilde Kavelasjvili hoofd van de Georgische voetbalbond worden, maar werd hiervoor afgewezen vanwege het gebrek aan een hogere opleiding. Vervolgens ging Kavelasjvili de politiek in. In 2016 werd hij namens regeringspartij Georgische Droom in het parlement gekozen. Hij won deze zetel via een enkelvoudig kiesdistrict in hoofdstad Tbilisi, waarvoor hij een tweede ronde nodig had tegenover een kandidaat van de Verenigde Nationale Beweging. Kavelasjvili werd in het parlement voorzitter van de commissie voor Sport en Jeugdzaken.
In 2020 werd Kavelasjvili herkozen in het parlement, wederom middels een tweede ronde in een enkelvoudig kiesdistrict in Tbilisi. Dit keer tegenover de leider van de Georgische Arbeiderspartij, Sjalva Natelasjvili. Laatstgenoemde boycotte de tweede ronde net als de rest van de oppositie uit protest tegen de verkiezingsgang, waardoor de stemming in de ronde een formaliteit was.

### Anti-westerse doctrine
In de zomer van 2022 verliet Kavelasjvili met een aantal andere parlementsleden van Georgische Droom de fractie. Ze richtten vervolgens de antiwesterse partij Volkskracht op. Deze stap was volgens hen nodig om de waarheid te kunnen verkondigen over de volgens hun westerse manipulaties achter de schermen. Ook stelden ze dat ze de in hun ogen chantage van de Europese Unie over het lidmaatschap met de maatschappij gedeeld moest worden, zonder daarbij de regering voor de wielen te rijden.
Kavelasjvili verspreidde na de start van de Russische invasie van Oekraïne suggestieve geruchten dat het westen Georgië als tweede front in de oorlog tegen Rusland zou willen gebruiken. Dit werd een leidraad van de antiwesterse retoriek die Georgische Droom daarna zou omarmen. Hij beschuldigde de oppositie in Georgië ervan dat zij onder controle staan van congresleden van de Verenigde Staten, die de wens hebben om het land te "vernietigen". Kavelasjvili nam daarbij een pro-Russische en anti-Oekraiense houding aan. In maart 2024 werd Kavelasjvili de politiek secretaris van Volkskracht.
In oktober 2024 werd Kavelasjvili voor de derde keer in het parlement gekozen via de partijlijst van Georgische Droom. De parlementsleden van Volkskracht stonden op de partijlijst van de regeringspartij, met Kavelasjvili op de achttiende plaats.

### Presidentschap
Kort na de verkiezingen werd Kavelasjvili door Georgische Droom naar voren geschoven als presidentskandidaat voor de indirecte verkiezing op 14 december 2024. Hij was de enige kandidaat en werd door het kiescollege gekozen in een stemming die door de oppositie werd geboycot. Op 29 december 2024 werd hij ingezegend in een besloten bijeenkomst in het parlement van Georgië, waar de oppositie afwezig was en er geen buitenlandse vertegenwoordigers waren uitgenodigd.
De oppositie en president Salome Zoerabisjvili erkenden zijn presidentschap niet en beschouwden Zoerabisjvili ook na 29 december 2024 als wettige president van Georgië. Het Europees parlement was het daar in een resolutie in februari 2025 mee eens.

## Sportstatistieken
| Interlanddoelpunten | Interlanddoelpunten | Interlanddoelpunten | Interlanddoelpunten | Interlanddoelpunten | Interlanddoelpunten | Interlanddoelpunten | Interlanddoelpunten |
| #                   | Datum               | Locatie             | Wedstrijd           | Goal(s)             | Score               | Uitslag             | Wedstrijd           |
| ------------------- | ------------------- | ------------------- | ------------------- | ------------------- | ------------------- | ------------------- | ------------------- |
| 1                   | 02/07/1991          | Chisinau            | Moldavië – Georgië  | 88'                 | 2 – 4               | 2 – 4               | Oefeninterland      |
| 2                   | 12/02/1994          | Ta' Qali            | Tunesië – Georgië   | 48'                 | 0 – 1               | 0 – 2               | Malta Toernooi      |
| 3                   | 30/03/1997          | Tbilisi             | Georgië – Armenië   | 81'                 | 7 – 0               | 7 – 0               | Oefeninterland      |
| 4                   | 08/02/1998          | Ta' Qali            | Albanië – Georgië   | 28'                 | 0 – 2               | 0 – 3               | Malta Toernooi      |
| 5                   | 10/02/1998          | Ta' Qali            | Malta – Georgië     | 12'                 | 0 – 1               | 1 – 3               | Malta Toernooi      |
| 6                   | 10/02/1998          | Ta' Qali            | Malta – Georgië     | 76'                 | 1 – 3               | 1 – 3               | Malta Toernooi      |
| 7                   | 30/03/1997          | Tbilisi             | Georgië – Letland   | 52'                 | 2 – 0               | 2 – 2               | EK-kwalificatie     |
| 8                   | 02/02/2000          | Larnaca             | Georgië – Slowakije | 86'                 | 2 – 0               | 2 – 0               | Cyprus Toernooi     |
| 9                   | 16/08/2000          | Teheran             | Iran – Georgië      | 69'                 | 2 – 1               | 2 – 1               | Oefeninterland      |

### Erelijst
FC Dinamo Tbilisi
- Georgisch landskampioen

1992, 1993, 1994
- Georgisch bekerwinnaar

1992, 1993, 1994
 Alania Vladikavkaz
- Russisch landskampioen

1995
 Grasshopper-Club Zürich
- Zwitsers landskampioen

1998
 FC Zürich
- Zwitserse beker

2000